# محمد أمين مدني
محمد أمين مدني (مواليد 20 مارس 1993) هو لاعب كرة قدم جزائري محترف يلعب في مركز قلب الدفاع مع نادي شبيبة القبائل في الدوري الجزائري الدرجة الأولى والمنتخب الجزائري لكرة القدم.

## المسيرة الكروية
تخرج محمد من أكاديمية اتحاد العاصمة الجزائر، لكنه لم يلعب أي مباراة مع النادي.
في عام 2014، تم إعارة محمد إلى مولودية العلمة الذي تأهل حينها لدوري أبطال أفريقيا، وشارك لأول مرة مع الفريق الأول في سن 22 عامًا. في عام 2016، تمت إعارته لمدة موسمين إلى نادي اتحاد الحراش وساعد النادي على الصعود إلى الدوري الجزائري الدرجة الأولى. ثم انتقل إلى شبيبة الساورة في عام 2017.
في عام 2024، بعد موسم رائع مع شباب قسنطينة، حصل ماداني على شهادات فخرية وكؤوس استحقاق من جمعية جمعية راديوس الرياضية.
وفي نفس الموسم انتقل إلى شبيبة القبائل بعقد لمدة ثلاثة مواسم.

## المسيرة الدولية
اختير محمد ضمن تشكيلة منتخب الجزائر تحت 20 سنة لبطولة أفريقيا تحت 20 سنة 2013. ومع ذلك، خرج الفريق من مرحلة المجموعات.
في عام 2025، تم استدعاء ماداني للمنتخب الوطني من قبل المدرب فلاديمير بيتكوفيتش لتصفيات كأس العالم 2026. لعب أول مباراة له مع منتخب بلاده في مباراة ودية ضد أوغندا.
في أبريل 2025، تم استدعاء محمد من قبل مجيد بوقرة للعب مواجهة مزدوجة حاسمة ضد غامبيا، مع فريق الجزائر لكرة القدم، كجزء من الجولة الثانية من التصفيات المؤهلة لكأس الأمم الأفريقية 2024.

## الأوسمة

### كارولاينا الشمالية ماجرا
- وصيف كأس الرابطة الجزائرية: 2020–21[14]

### شبيبة الساورة
- وصيف الدوري الجزائري الدرجة الأولى: 2017–18

### سي إس قسطنطين
- وصيف الدوري الجزائري الدرجة الأولى: 2022–23

## روابط خارجية
- Mohamed Amine Madani at Soccerway
- Mohamed Amine Madani at National-football-team